# أندرو ر غوفان
أندرو ر غوفان (بالإنجليزية: Andrew R. Govan)‏ (و. 1794 – 1841 م) هو سياسي من الولايات المتحدة الأمريكية .
وهو عضو في الحزب الجمهوري الديمقراطي، والحزب الديمقراطي الأمريكي .

## التعليم
تعلم في جامعة كارولاينا الجنوبية.